# NGC 7552
NGC 7552 = IC 5294 ist eine aktive Balken-Spiralgalaxie mit ausgedehnten Sternentstehungsgebieten vom Hubble-Typ SBab im Sternbild Kranich am Südsternhimmel. Sie ist schätzungsweise 71 Millionen Lichtjahre von der Milchstraße entfernt und hat einen Durchmesser von etwa 70.000 Lichtjahren.
Gemeinsam mit NGC 7582, NGC 7590 und NGC 7599 bildet sie das Grus-Quartett.
Die Typ-Ia-Supernova SN 2017bzc wurde hier beobachtet.
Das Objekt wurde am 7. Juli 1826 vom schottischen Astronomen James Dunlop entdeckt (als NGC gelistet). Wiederentdeckt am 22. Oktober 1897 vom US-amerikanischen Astronomen Lewis Swift (als IC aufgeführt).